# 전북특별자치도의회의원 목록
다음은 전북특별자치도의회의원 40명 명단이다.

## 의원 목록
| 선거구            | 이름     | 소속정당     | 관할구역 | 비고        |
| ----------------- | -------- | ------------ | --- | ----------- |
| 전주시 제1선거구  | 이병도   | 더불어민주당 | 완산구 중앙동, 풍남동, 노송동, 덕진구 인후3동                                                                | 무투표 당선 |
| 전주시 제2선거구  | 진형석   | 더불어민주당 | 완산구 완산동, 중화산1동, 중화산2동                                                                          | 무투표 당선 |
| 전주시 제3선거구  | 송승용   | 더불어민주당 | 완산구 동서학동, 서서학동, 평화1동, 평화2동                                                                  | 무투표 당선 |
| 전주시 제4선거구  | 김이재   | 더불어민주당 | 완산구 서신동                                                                                                |             |
| 전주시 제5선거구  | 최형열   | 더불어민주당 | 완산구 삼천1동, 삼천2동, 삼천3동, 효자1동                                                                    | 무투표 당선 |
| 전주시 제6선거구  | 김희수   | 더불어민주당 | 완산구 효자2동, 효자3동, 효자4동                                                                             | 무투표 당선 |
| 전주시 제7선거구  | 이병철   | 더불어민주당 | 완산구 효자5동                                                                                               | 무투표 당선 |
| 전주시 제8선거구  | 강동화   | 더불어민주당 | 덕진구 진북동, 인후1동, 인후2동, 금암1동, 금암2동                                                            | 무투표 당선 |
| 전주시 제9선거구  | 서난이   | 더불어민주당 | 덕진구 덕진동, 팔복동, 송천2동                                                                               | 무투표 당선 |
| 전주시 제10선거구 | 이명연   | 더불어민주당 | 덕진구 우아1동, 우아2동, 호성동                                                                              | 무투표 당선 |
| 전주시 제11선거구 | 김명지   | 더불어민주당 | 덕진구 송천1동                                                                                               |             |
| 전주시 제12선거구 | 국주영은 | 더불어민주당 | 덕진구 조촌동, 여의동, 혁신동                                                                                | 무투표 당선 |
| 군산시 제1선거구  | 강태창   | 더불어민주당 | 옥구읍, 옥산면, 회현면, 옥도면, 옥서면, 해신동, 신풍동, 삼학동, 소룡동, 미성동                               | 무투표 당선 |
| 군산시 제2선거구  | 김동구   | 더불어민주당 | 임피면, 서수면, 대야면, 개정면, 성산면, 나포면, 중앙동, 조촌동, 경암동, 구암동, 개정동                       | 무투표 당선 |
| 군산시 제3선거구  | 박정희   | 더불어민주당 | 월명동, 흥남동, 수송동                                                                                       | 무투표 당선 |
| 군산시 제4선거구  | 문승우   | 더불어민주당 | 나운1동, 나운2동, 나운3동                                                                                    |             |
| 익산시 제1선거구  | 김대중   | 더불어민주당 | 중앙동, 평화동, 인화동, 마동, 모현동, 송학동                                                                 |             |
| 익산시 제2선거구  | 김정수   | 더불어민주당 | 함열읍, 오산면, 황등면, 함라면, 웅포면, 성당면, 용안면, 망성면, 용동면, 남중동, 신동                         |             |
| 익산시 제3선거구  | 윤영숙   | 더불어민주당 | 삼기면, 영등2동, 어양동, 삼성동                                                                              |             |
| 익산시 제4선거구  | 한정수   | 더불어민주당 | 낭산면, 여산면, 금마면, 왕궁면, 춘포면, 동산동, 영등1동, 팔봉동                                              | 무투표 당선 |
| 정읍시 제1선거구  | 임승식   | 더불어민주당 | 신태인읍, 북면, 입암면, 소성면, 고부면, 영원면, 덕천면, 이평면, 정우면, 감곡면, 연지동, 농소동               | 무투표 당선 |
| 정읍시 제2선거구  | 염영선   | 더불어민주당 | 태인면, 옹동면, 칠보면, 산내면, 산외면, 수성동, 장명동, 내장상동, 시기동, 초산동, 상교동                     |             |
| 남원시 제1선거구  | 이정린   | 더불어민주당 | 운봉읍, 주천면, 산동면, 이백면, 인월면, 아영면, 산내면, 향교동, 도통동                                       | 무투표 당선 |
| 남원시 제2선거구  | 양해석   | 더불어민주당 | 수지면, 송동면, 주생면, 금지면, 대강면, 대산면, 사매면, 덕과면, 보절면, 동충동, 죽항동, 노암동, 금동, 왕정동 |             |
| 김제시 제1선거구  | 나인권   | 더불어민주당 | 만경읍, 죽산면, 백산면, 부량면, 공덕면, 청하면, 성덕면, 진봉면, 광활면, 요촌동, 교월동                       | 무투표 당선 |
| 김제시 제2선거구  | 황영석   | 더불어민주당 | 용지면, 백구면, 금구면, 봉남면, 황산면, 금산면, 신풍동, 검산동                                               | 무투표 당선 |
| 완주군 제1선거구  | 윤수봉   | 더불어민주당 | 삼례읍, 상관면, 이서면, 소양면, 구이면                                                                       | 무투표 당선 |
| 완주군 제2선거구  | 권요안   | 더불어민주당 | 봉동읍, 용진읍, 고산면, 비봉면, 운주면, 화산면, 동상면, 경천면                                               | 무투표 당선 |
| 진안군 선거구     | 전용태   | 더불어민주당 | 진안군 전역                                                                                                  |             |
| 무주군 선거구     | 윤정훈   | 더불어민주당 | 무주군 전역                                                                                                  |             |
| 장수군 선거구     | 박용근   | 더불어민주당 | 장수군 전역                                                                                                  |             |
| 임실군 선거구     | 박정규   | 더불어민주당 | 임실군 전역                                                                                                  |             |
| 순창군 선거구     | 오은미   | 진보당       | 순창군 전역                                                                                                  |             |
| 고창군 제1선거구  | 김성수   | 더불어민주당 | 고창읍, 고수면, 신림면                                                                                       |             |
| 고창군 제2선거구  | 김만기   | 더불어민주당 | 아산면, 무장면, 공음면, 상하면, 해리면, 성송면, 대산면, 심원면, 흥덕면, 성내면, 부안면                       | 무투표 당선 |
| 부안군 선거구     | 김정기   | 더불어민주당 | 부안군 전역                                                                                                  | 무투표 당선 |
| 비례대표          | 김슬지   | 더불어민주당 | 전북특별자치도 일원                                                                                          |             |
| 비례대표          | 장연국   | 더불어민주당 | 전북특별자치도 일원                                                                                          |             |
| 비례대표          | 이수진   | 국민의힘     | 전북특별자치도 일원                                                                                          |             |
| 비례대표          | 오현숙   | 정의당       | 전북특별자치도 일원                                                                                          |             |

## 같이 보기
- 전북특별자치도의회